# Barrio Sésamo
Barrio Sésamo fue una serie de programas infantiles emitidos por la Primera cadena de TVE, entre 1979 y 2000. Aunque todos tuvieron el mismo esquema de tele-teatro infantil, con actores (en el caso de los protagonistas, disfrazados) acompañados de tiras de guiñol, solo las dos primeras entregas eran productos de la familia Henson.
Barrio Sésamo incluía los sketches del programa en el que se había basado, Sesame Street (1969) del creador estadounidense de marionetas Jim Henson, en el que diversos personajes de títere y disfrazados acabarían por convertirse en auténticas estrellas del mundo del espectáculo.
La antepenúltima temporada de Barrio Sésamo (la quinta) se estrenó en La 2 el 23 de septiembre de 1996, emitiéndose por la tarde hasta marzo de 1997, cuando el programa cambió de horario y pasó a emitirse de 12:30 a 13:00 horas, y así se mantuvo hasta marzo de 1999, cuando dicho programa pasó a emitirse de 8 a 8 y media de la mañana, y así se estuvo emitiendo hasta que el 22 de junio de 2001 se dejaba de emitir dicho programa.
Después de terminar en 1988 la cuarta temporada y antes de empezar la quinta el 23 de septiembre de 1996, se dan algunas reposiciones, la última de las cuales fue entre octubre de 1994 y septiembre de 1996, por las tardes, también en La 2, de lunes a viernes, en la cual se juntaban cada día fragmentos de Ábrete sésamo con fragmentos de las temporadas de Espinete (durante este período, en las vacaciones de verano de los escolares no se emitía, solo durante el resto del año).

## Ábrete Sésamo (Clásico Barrio Sésamo) (1.erDoblaje)
Ábrete Sésamo se emitió dentro del programa infantil Un globo, dos globos, tres globos entre el 3 de noviembre de 1975 y el 29 de marzo de 1978. Se emitía en horario de tardes tras la salida de los niños del colegio y a su vez se dividía en tres contenidos. El primer contenido se dedicaba a un público de entre 3 y 6 años. El segundo se destinaba a un público de entre 6 y 9 años y el tercero a un público de entre 9 y 12 años. 
Ábrete Sesamo era el Sesame Street original estadounidense, lo único que se hizo fue doblarlo al castellano y emitirlo íntegramente. En Ábrete Sésamo se podían contemplar las actuaciones de las marionetas de Jim Henson, que con sus situaciones explicaban a los niños conceptos elementales como qué es arriba y abajo (Coco y otros monstruos), lejos y cerca... Por qué no se ha de comer galletas en la cama (Epi y Blas). A controlarse (en el caso de Triqui); se enseñaba también a contar (el Conde Draco)... Además se insertaban animaciones para conocer las letras, los números (la máquina de Pinball) y las formas geométricas.

### Personajes
- Epi y Blas: Son unos amigos que a menudo tienen que intercambiar pareceres. Blas es muy serio, tiene la cabeza en forma de limón alargado y es de color amarillo. Sobre su cabeza los pelos le salen disparados. Solo tiene una ceja larga que le cruza la frente. Su nariz naranja ovalada le cuelga de la cara. Su boca, es grande y parece que le corta por la mitad la cabeza y casi siempre tiene cara de mal humor. Viste cuello cisne blanco y un jersey a rayas verticales multicolor. Epi es muy bromista, tiene la cara más rechoncha, de color naranja. Sobre la cabeza tiene una mata de pelo que sale disparada en todas direcciones. Sus ojos son ovalados y oblicuos. La nariz ovoide. La boca le cruza también todo el ancho de la cabeza, pero tiene hoyuelos. Las orejas son más grandes que las de su compañero pero menos aparentes. Viste Jersey de cuello alto con franjas horizontales, rojas y azules, separadas con líneas amarillas.

- Coco: Es un monstruo peludo de color azul cuya cabeza recuerda mucho a un Coco partido en dos mitades. Es flacucho con cuello estirado, tronco informe, largas y lacias extremidades. También es bastante debilucho. No obstante Coco dará el todo por el todo para enseñar a los niños la lección, hasta caer literalmente extenuado.

- Kermit the Frog: Uno de los personajes más singulares de Jim Henson sin duda ha sido la rana Gustavo. Es especialmente recordado su papel como reportero, aunque hacía otros papeles en el programa. Añadía un toque irónico al show demasiado maduro para un público tan tierno. Personaje original de la franquicia de The Muppets.

- Triqui "El monstruo de las galletas": Es otro monstruo peludo también de color azul, pero a diferencia de Coco, Triqui es mucho más corpulento. Parece la carpa de un circo a la que le hubieran salido manos y sobre la cual tuviera ojos de órbita indescifrable y boca. Sus manos peludas, son un imán para toda galleta que se ponga a su alcance y de la mano a su boca. Allí son masticadas, molidas e ingeridas sin compasión. Triqui es un entusiasta de las galletas y no hay nada que le detenga cuando de éstas se trata. De hecho, esa es su especialidad educativa, detenerse a pensar y explicar cómo debía conseguir su objetivo.

## Etapas y temporadas

### Coproducción #1 - 1.ª temporada (1979-1980): Caponata y Pérez Gil
La primera temporada del programa infantil transcurrió entre los años 1979 y 1980, contando con la gallina Caponata como principal guiñol junto con el caracol Pérez Gil. Emma Cohen era la actriz disfrazada que interpretó a Caponata mientras que a Pérez Gil lo interpretó Jesús Alcaide. Además de estos dos guiñoles, pudimos ver a José Riesgo como actor habitual interpretando al quiosquero, llamado Braulio en la primera temporada y Julián en las posteriores. Estos personajes tenían como finalidad educar a los más pequeños, por lo que leían las cartas que les remitían los niños haciéndoles consultas. Pérez Gil era el sabio que contestaba y Caponata hacía que no entendía bien lo que se le explicaba para que se lo repitiese, por ello a veces intervenía el quiosquero para dar alguna ayuda puntual a la explicación, después presentaban los contenidos que se incluían en el programa. La famosa sintonía de armónica fue grabada para la versión española por Agustín Cánovas Álvarez (solista). Cabe destacar que dicho tema es el original de la versión estadounidense compuesto por Joe Raposo, además la música original es compuesta por July Murillo.

#### Personajes
- Emma Cohen es La Gallina Caponata: Es de alrededor de dos metros de altura, de plumaje multicolor naranja, amarillo y predominantemente rosa. Su cabello es rizado y rosado y su cabeza es como ver un enorme bola rosa con dos enormes ojos de color azul, rematados con largas pestañas que mueve con coquetería e inocencia. Bajo los ojos posee un largo pico naranja. Su cuerpo es ovoide, muy abultado por abajo. Sus piernas llevan medias a franjas y calzada dos enormes pies de color naranja. La Gallina Caponata está basada en el personaje de Sesame Street Big Bird (llamado Paco Pico en versiones posteriores de Barrio Sésamo). Caponata tiene un carácter curioso y un tanto simplón muy parecido al de los niños pequeños, con los que se intenta que conecte.
- Jesús Alcaide es Pérez Gil: Es un caracol de color verde con gafas redondas de color negro y dos cuernos que se surgen de la cabeza. Su pelo también es rizado y de color verde. Su concha es de color beige y por debajo de ésta le salen manos. El caracol tiene todas las respuestas que Caponata y los niños piden en sus cartas, sin embargo a veces es demasiado sabiondo y cuesta entenderle.
- José Riesgo es Braulio, El Quiosquero: Es el quiosquero de la Plaza de "Barrio Sésamo". Normalmente, está en segundo plano mientras Pérez Gil y Caponata hablan y de tanto en tanto entra en la charla para echarles un cable con su experiencia.
- Alfonso Vallejo es Manolo, un mecánico que arregla las bicis de los niños del barrio e incluso les hace juguetes y les enseña juegos.
- Conchita Goyanes es Carmen
- Petra Martínez es Ángela
- Juan Margallo es Nisi
- Marcelo Rubal es Jose

Además de las actuaciones de Caponata y Pérez Gil, se daban paso también a sketches del programa original Sesame Street, que iban intercalándose a lo largo del programa. Estos sketches contaban con otros personajes, aparte de a Epi, Blas, Coco, Triqui o Gustavo que ya aparecieron en la versión de Ábrete Sésamo pudimos ver nuevos personajes como:
- El Mago Aristides: Este mago hacia sus trucos de magia para sus actuaciones, a Coco se ofrece como ayudante para hacer sus trucos, cuando empieza agitar su varita dice sus palabras mágicas: Al rico helado de piña para el niño y la niña. Pero algunas veces le falla como cuando desaparece le convierte a alguien accidentalmente en un conejo o intentar sacar un conejo de su sombrero.
- El Conde Draco: Lo que más le gusta en el mundo es contar una y otra vez todo lo que se le pone al alcance. Tiene un amor romance con La Condesa.
- Simón: Este hombre es de lo más especial. En lugar de pedir las cosas por su nombre las pide como suenan. Si quiere un timbre, el hombre pedirá un "Driiiiiing". Pero está hecho un maestro porque suena igual.
- Otros personajes: Pepe el Sonrisas, Los Cuellitropos, La niña Pochola, La araña sin cara, El Sheriff Coco y la Jaca Paca, La Niña Aurora, Traque el monstruo azul

### 2.ª, 3.ª y 4.ª temporadas (1983-1988): Espinete
La dinámica era similar a la de la época de Caponata. Sin embargo, quedaban al margen la participación de los niños por carta. Las preguntas las hacía directamente Espinete que representaba a los niños. Espinete era quien descubría el mundo y los niños descubrían el mundo a su vez a través de sus ojos. Las actuaciones eran mucho más elaboradas y de mayor duración, había un guion bastante ingenioso sobre un tema determinado y actores suficientes que apoyaban la historia. Una vez se hablaba sobre las cosquillas, el cuerpo humano, la risa, los juegos, la imaginación o sobre cualquier tema sencillo que los niños pudieran guardar interés. Lo cierto era que el programa resultó un gran éxito. El programa contó con numerosos episodios entre los años de emisión.

#### Lista de Episodios y sus fechas de emisión
Nota: no se garantiza que estén todos, ni el orden de emisión correcto, ya que hay fechas en las que se emitió el programa pero no hay certeza de qué capítulo, según las fuentes consultadas (Hemeroteca ABC y La Vanguardia). Las contradicciones entre fuentes vienen marcadas con "?" en la fecha de emisión.
| CAPÍTULO | TÍTULO                               | FECHAS DE EMISIÓN                                                         |
| -------- | ------------------------------------ | ------------------------------------------------------------------------- |
| 1        | "Presentación de Espinete y Ana"     | (4-4-1983)                                                                |
| 2        | "La caseta"                          | (5-4-1983) (28-11-1983) (09-4-1987)                                       |
| 3        | "La bicicleta"                       | (6-4-1983) (5-9-1983) (13-2-1984) (8-4-1987)                              |
| 4        | "Vamos a jugar"                      | (7-4-1983) (7-11-1983) (6-4-1987)                                         |
| 5        | "Dietética sana"                     | (8-4-1983) (19-12-1983) (15-4-1987)                                       |
| 6        | "El extranjero"                      | (11-4-1983) (3-8-1983) (2-2-1984) (7-4-1987)                              |
| 7        | "Dormir en casa de un amigo"         | (12-4-1983) (9-11-1983) (14-4-1987)                                       |
| 8        | "El invento de Don Pimpón"           | (13-4-1983) (28-6-1983) (23-11-1983) (4-5-1987)                           |
| 9        | "Hay que divertirse"                 | (15-4-1983) (14-11-1983) (13-4-1987)                                      |
| 10       | "La máquina"                         | (18-4-1983) (16-11-1983) (20-4-1987)                                      |
| 11       | "Primer día de escuela"              | (19-4-1983) (14-9-1983) (17-9-1984) (21-4-1987)                           |
| 12       | "El cubo"                            | (20-4-1983) (18-7-1983) (20-12-1983) (22-4-1987)                          |
| 13       | "Fiesta de piñata"                   | (21-4-1983) (8-9-1983) (2-3-1984) (16-4-1987)                             |
| 14       | "Las cosquillas"                     | (22-4-1983) (22-11-1983) (14-5-1987)                                      |
| 15       | "La tortuga"                         | (2-5-1983) (26-7-1983) (16-1-1984) (30-4-1987)                            |
| 16       | "Los mayores saben jugar"            | (3-5-1983) (2-9-1983) (17-2-1984) (27-5-1987)                             |
| 17       | "El plátano"                         | (4-5-1983) (5-8-1983) (7-2-1984) (7-5-1987)                               |
| 18       | "El cumpleaños de Teresa"            | (5-5-1983) (16-8-1983) (9-2-1984) (19-5-1987)                             |
| 19       | "El juego"                           | (6-5-1983) (15-8-1983) (8-2-1984) (11-6-1987)                             |
| 20       | "La familia Peláez"                  | (9-5-1983) (30-11-1983) (8-6-1987)                                        |
| 21       | "La vaca"                            | (10-5-1983) (15-12-1983) (6-6-1987)                                       |
| 22       | "Los cubiertos"                      | (11-5-1983) (1-8-1983) (30-1-1984) (10-6-1987)                            |
| 23       | "Socorro"                            | (12-5-1983) (16-12-1983) (29-6-1987)                                      |
| 24       | "Singular persecución"               | (13-5-1983) (7-12-1983) (17-6-1987)                                       |
| 25       | "La pelota se pincha"                | (18-5-1983 ) (13-9-1983) (5-3-1984) (3-6-1987)                            |
| 26       | "Los sacos"                          | (19-5-1983) (29-8-1983) (21-2-1984) (20-5-1987)                           |
| 27       | "La electricidad"                    | (20-5-1983) (2-8-1983) (1-2-1984) (11-5-1987)                             |
| 28       | "El teatro"                          | (27-5-1983) (25-7-1983) (11-1-1984) (2-7-1987)                            |
| 29       | "Un barco en una botella"            | (15-6-1983) (7-9-1983) (15-2-1984) (22-7-1987)                            |
| 30       | "Sueños fantásticos"                 | (17-6-1983) (17-8-1983) (10-2-1984) (20-8-1987)                           |
| 31       | "El enfado de Espinete"              | (23-6-1983) (31-8-1983) (28-2-1984) (18-5-1987)                           |
| 32       | "Inventando juegos"                  | (24-6-1983) (19-7-1983) (21-12-1983) (18-6-1987)                          |
| 33       | "La imprenta de patata"              | (20-7-1983) (26-12-1983) (22-6-1987)                                      |
| 34       | "Don Pimpón tiene calor"             | (21-7-1983) (9-1-1984) (29-7-1987)                                        |
| 35       | "Manos a la masa"                    | (22-7-1983) (4-1-1984) (25-6-1987)                                        |
| 36       | "La huerta de Julián"                | (27-7-1983) (18-1-1984) (7-7-1987)                                        |
| 37       | "Viendo la televisión"               | (28-7-1983) (23-1-1984) (5-8-1987)                                        |
| 38       | "Los gorros"                         | (29-7-1983) (25-1-1984) (2-6-1987)                                        |
| 39       | "La higiene del cuerpo"              | (4-8-1983) (6-2-1984) (28-4-1987)                                         |
| 40       | "La bolera"                          | (18-8-1983) (27-2-1984) (26-5-1987)                                       |
| 41       | "Profesiones"                        | (19-8-1983) (9-3-1984) (6-8-1987)                                         |
| 42       | "Una tarde en casa"                  | (30-8-1983) (22-2-1984) (1-9-1987)                                        |
| 43       | "Los faroles"                        | (1-9-1983) (23-3-1984) (13-8-1987)                                        |
| 44       | "El gato"                            | (6-9-1983) (20-2-1984) (4-6-1987)                                         |
| 45       | "La viejecita simpática"             | (9-9-1983) (16-2-1984) (15-7-1987)                                        |
| 46       | "Mi zapato"                          | (12-9-1983) (8-3-1984) (13-7-1987)                                        |
| 47       | "El mural"                           | (15-9-1983) (29-2-1984) (28-5-1987)                                       |
| 48       | "Personajes famosos"                 | (16-9-1983) (1-3-1984) (1-7-1987)                                         |
| 49       | "El cajón de los juguetes"           | (19-9-1983) (6-3-1984) (23-4-1987)                                        |
| 50       | "Conozcamos a los animales"          | (20-9-1983) (10-4-1984) (5-5-1987)                                        |
| 51       | "El florero"                         | (21-9-1983) (13-3-1984) (8-6-1987)                                        |
| 52       | "Jugando con palabras"               | (22-9-1983) (23-2-1984) (11-6-1984) (23-6-1987)                           |
| 53       | "Pies"                               | (23-9-1983) (7-3-1984) (14-6-1984) (30-7-1987)                            |
| 54       | "Cómo transportar un paquete"        | (26-9-1983) (12-3-1984) (2-7-1984) (25-5-1987)                            |
| 55       | "Salir el sol"                       | (27-9-1983) (14-2-1984) (18-6-1984) (6-5-1987)                            |
| 56       | "El sillón"                          | (28-9-1983) (5-4-1984) (19-6-1984) (19-8-1987)                            |
| 57       | "Ana y la música"                    | (29-9-1983) (20-3-1984) (3-7-1984) (16-7-1987)                            |
| 58       | "El molinillo de Espinete"           | (30-9-1983) (22-3-1984) (21-6-1984) (27-8-1987)                           |
| 59       | "Tele en la tele"                    | (3-10-1983) (27-3-1984) (22-6-1984) (10-8-1987)                           |
| 60       | "Las bromas de Don Pimpón"           | (4-10-1983) (21-3-1984) (27-6-1984) (4-8-1987)                            |
| 61       | "Los domadores y Espinete"           | (5-10-1983) (28-3-1984) (29-6-1984) (18-8-1987)                           |
| 62       | "El chatarrero"                      | (7-10-1983) (15-3-1984) (26-6-1984) (23-7-1987)                           |
| 63       | "Majo, Mimo, mago"                   | (10-10-1983) (14-3-1984) (28-6-1984) (20-7-1987)                          |
| 64       | "Las cosas de Don Pimpón y Espinete" | (11-10-1983) (25-6-1984) (30-7-1984) (8-9-1987)                           |
| 65       | "La cometa"                          | (12-10-1983) (29-3-1984) (5-7-1984) (12-8-1987)                           |
| 66       | "El cuarto de Jugar"                 | (13-10-1983) (24-2-1984) (4-7-1984) (24-6-1987)                           |
| 67       | "La riña de Espinete"                | (14-10-1983) (19-3-1984) (6-7-1984) (3-8-1987)                            |
| 68       | "Espinete quiere jugar"              | (17-10-1983) (6-4-1984) (16-7-1984) (28-7-1987)                           |
| 69       | "El día de la compra"                | (18-10-1983) (11-11-1983) (18-5-1984) (6-9-1984) (26-8-1987)              |
| 70       | "La campanilla de Espinete"          | (19-10-1983) (24-4-1984) (18-7-1984) (2-9-1987)                           |
| 71       | "Operación cangrejo"                 | (20-10-1983) (2-4-1984) (26-7-1984) (10-9-1987)                           |
| 72       | "La magia de Espinete"               | (21-10-1983) (30-3-1984) (12-7-1984) (3-9-1987)                           |
| 73       | "El conejo herido"                   | (24-10-1983) (26-3-1984) (9-7-1984) (17-8-1987)                           |
| 74       | "Bromas"                             | (25-10-1983) (28-12-1983) (28-5-1984) (7-9-1987)                          |
| 75       | "La cuerda"                          | (26-10-1983) (1-5-1984) (13-6-1984) (3-9-1984) (15-9-1987)                |
| 76       | "Los ruidos de Espinete"             | (27-10-1983) (4-5-1984) (5-9-1984) (9-9-1987)                             |
| 77       | "La barca de Espinete"               | (28-10-1983) (25-4-1984) (13-7-1984) (12-5-1987)                          |
| 78       | "Las fotos de Espinete"              | (31-10-1983) (4-4-1984) (17-7-1984) (21-7-1987)                           |
| 79       | "El cohete de Espinete"              | (1-11-1983) (13-4-1984) (20-7-1984) (25-8-1987)                           |
| 80       | "La puerta"                          | (2-11-1983) (9-4-1984) (11-7-1984) (21-5-1987)                            |
| 81       | "Verdad o mentira"                   | (3-11-1983) (12-4-1984) (19-7-1984) (09-6-1987)                           |
| 82       | "El cuadro de Espinete"              | (4-11-1983) (26-4-1984) (27-7-1984) (17-9-1987)                           |
| 83       | "Son como niños"                     | (8-11-1983) (11-4-1984) (10-7-1984) (1-6-1987)                            |
| 84       | "El horario de Espinete"             | (10-11-1983) (3-5-1984) (31-7-1984) (16-9-1987)                           |
| 85       | "Tres juegos para dos"               | (15-11-1983) (30-4-1984) (23-7-1984) (31-8-1987)                          |
| 86       | "Reír o no reír"                     | (17-11-1983) (7-5-1984) (12-9-1984) (21-9-1987)                           |
| 87       | "El mensaje secreto"                 | (18-11-1983) (8-5-1984) (4-9-1984) (22-9-1987)                            |
| 88       | "Qué latazo de orden"                | (21-11-1983) (29-4-1987)                                                  |
| 89       | "Expresión corporal"                 | (24-11-1983) (10-5-1984) (14-9-1984) (24-9-1987)                          |
| 90       | "El encantador de serpientes"        | (25-11-1983) (9-5-1984) (10-9-1984) (14-9-1987)                           |
| 91       | "Jugando al circo"                   | (29-11-1983) (22-5-1984) (20-9-1984) (30-9-1987)                          |
| 92       | "El espantapájaros"                  | (1-12-1983) (23-5-1984) (6-10-1987)                                       |
| 93       | "Espinete de La Mancha"              | (2-12-1983) (2-5-1984) (11-9-1984) (7-10-1987)                            |
| 94       | "El sillín nuevo"                    | (5-12-1983) (27-7-1987)                                                   |
| 95       | "El balón de Espinete"               | (6-12-1983) (11-5-1984) (13-9-1984) (1-10-1987)                           |
| 96       | "La película de Espinete"            | (8-12-1983) (27-4-1984) (24-7-1984) (23-9-1987)                           |
| 97       | "El botijo de Espinete"              | (9-12-1983) (25-5-1984) (9-8-1984) (8-10-1987)                            |
| 98       | "Espinete tiene hipo"                | (12-12-1983) (9-7-1987)                                                   |
| 99       | "La taquilla"                        | (13-12-1983) (27-4-1987)                                                  |
| 100      | "La familia Ortiz"                   | (14-12-1983) (14-7-1987)                                                  |
| 101      | "El muñeco mecánico"                 | (22-12-1983) (31-5-1984) (13-10-1987)                                     |
| 102      | "Está nevando, Espinete"             | (23-12-1983) (24-12-1984) (23-12-1987)                                    |
| 103      | "El Orinal de Espinete"              | (27-12-1983) (24-5-1984) (19-9-1984) (14-10-1987)                         |
| 104      | "Don inventos y Espinete"            | (29-12-1983) (23-4-1984) (25-7-1984) (15-10-1987)                         |
| 105      | "Por la noche"                       | (30-12-1983) (31-12-1984) (30-12-1987)                                    |
| 106      | "La luna"                            | (2-1-1984) (17-5-1984) (5-10-1984) (21-10-1987)                           |
| 107      | "Se ha perdido un libro"             | (3-1-1984) (30-5-1984) (27-9-1984) (12-10-1987)                           |
| 108      | "Noche de reyes"                     | (5-1-1984) (4-1-1985)                                                     |
| 109      | "Qué cisco de circo"                 | (6-1-1984) (8-6-1984) (22-10-1987)                                        |
| 110      | "El marciano y Espinete"             | (10-1-1984) (4-6-1984) (21-9-1984) (28-9-1987)                            |
| 111      | "Rimas"                              | (12-1-1984) (16-5-1984) (11-10-1984) (5-11-1987)                          |
| 112      | "Espinete y el buzón"                | (13-1-1984) (29-5-1984) (18-9-1984) (5-10-1987) (21-12-1987)              |
| 113      | "El silencio de Espinete"            | (17-1-1984) (15-5-1984) (15-10-1984) (2-11-1987)                          |
| 114      | "El agua"                            | (19-1-1984) (7-6-1984) (10-1-1985) (27-10-1987)                           |
| 115      | "Las personas comen de todo"         | (20-1-1984) (1-6-1984) (9-10-1984) (22-12-1987)                           |
| 116      | "Espinete y el árbol del tesoro"     | (24-1-1984) (5-6-1984) (1-10-1984) (29-9-1987)                            |
| 117      | "La boina"                           | (26-1-1984) (6-6-1984) (4-10-1984) (04-11-1987)                           |
| 118      | "El detective"                       | (27-1-1984) (14-5-1984) (3-10-1984) (18-11-1987)                          |
| 119      | "Espinete y el bosque"               | (31-1-1984) (12-6-1984) (14-1-1985) (19-10-1987)                          |
| 120      | "El trabalenguas"                    | (3-2-1984) (15-6-1984) (2-10-1984) (26-11-1987)                           |
| 121      | "La lluvia y Espinete"               | (16-4-1984) (22-11-1984) (3-11-1987)                                      |
| 122      | "El columpio y Espinete"             | (17-4-1984) (16-10-1984) (23-11-1984) (20-10-1987)                        |
| 123      | "El ayudante de Espinete"            | (18-4-1984) (26-10-1984) (4-12-1984) (17-11-1987)                         |
| 124      | "¡Qué desbarajuste!"                 | (19-4-1984) (25-10-1984) (7-12-1984) (24-11-1987)                         |
| 125      | "Circuitos y Espinete"               | (20-4-1984) (29-10-1984) (3-12-1984) (19-11-1987)                         |
| 126      | "El cuadro de Ana"                   | (1-8-1984) (17-10-1984) (26-11-1984) (9-11-1987)                          |
| 127      | "Vivan los novios, Espinete"         | (2-8-1984) (2-11-1984) (11-12-1984) (1-12-1987)                           |
| 128      | "El tic-tac"                         | (3-8-1984) (22-10-1984) (11-11-1987)                                      |
| 129      | "El amigo invisible"                 | (6-8-1984) (16-11-1984) (7-12-1987)                                       |
| 130      | "Los dos inventores"                 | (7-8-1984) (23-10-1984) (28-11-1984) (10-11-1987)                         |
| 131      | "Las palabras"                       | (10-8-1984) (6-11-1984) (12-12-1984) (3-12-1987)                          |
| 132      | "Lorito real"                        | (14-8-1984) (19-11-1984) (9-1-1985) (30-11-1987)                          |
| 133      | "Concurso de baile"                  | (15-8-1984) (9-11-1984) (17-12-1984) (29-12-1987)                         |
| 134      | "La tórtola herida"                  | (16-8-1984) (30-10-1984) (10-12-1984) (25-11-1987)                        |
| 135      | "El guateque"                        | (17-8-1984) (18-10-1984) (30-11-1984) (28-10-1987)                        |
| 136      | "Grandes y Chicos"                   | (20-8-1984) (14-11-1984) (3-1-1985) (14-12-1987)                          |
| 137      | "Los trucos de Espinete"             | (21-8-1984) (31-10-1984) (5-12-1984) (16-11-1987)                         |
| 138      | "El tren de Espinete"                | (22-8-1984) (24-10-1984) (17-1-1985) (2-12-1987)                          |
| 139      | "Una fiesta"                         | (23-8-1984) (7-11-1984) (18-12-1984) (26-10-1987)                         |
| 140      | "Ana peluquera"                      | (24-8-1984) (29-11-1984) (17-12-1987)                                     |
| 141      | "¿Dónde están las palomas?"          | (27-8-1984) (13-11-1984) (13-12-1984) (15-12-1987)                        |
| 142      | "Espinete y la Venus"                | (28-8-1984) (20-11-1984) (20-12-1984) (23-11-1987)                        |
| 143      | "A bombo y platillo"                 | (29-8-1984) (19-10-1984) (27-11-1984) (12-11-1987)                        |
| 144      | "La lavadora nueva"                  | (30-8-1984) (15-11-1984) (15-1-1985) (16-12-1987)                         |
| 145      | "Los trabajos de Espinete"           | (31-8-1984) (21-11-1984) (27-12-1984) (8-12-1987)                         |
| 146      | "La tía Flora"                       | (7-9-1984) (12-11-1984) (28-12-1984) (10-12-1987)                         |
| 147      | "El concurso de Espinete"            | (1-11-1984) (21-12-1984) (16-1-1985) (9-12-1987)                          |
| 148      | "La paella"                          | (5-11-1984) (19-12-1984) (8-1-1985) (28-23-2987)                          |
| 149      | "Gato, baúl y Espinete"              | (8-11-1984) (14-12-1984) (11-1-1985) (24-8-1987)                          |
| 150      | "El vendedor ambulante"              | (18-1-1985) (27-2-1985) (15-5-1985) (11-2-1987)                           |
| 151      | "Las prendas"                        | (21-1-1985) (18-2-1985) (5-3-1985) (21-5-1985) (13-8-1985) (16-2-1987)    |
| 152      | "Espinete y el rastrillo"            | (22-1-1985) (18-4-1985) (16-7-1985) (9-1-1987)                            |
| 153      | "Adelina y Espinete"                 | (23-1-1985) (16-4-1985) (9-7-1985) (15-1-1987)                            |
| 154      | "¡Que viene el alcalde!"             | (24-1-1985) (17-4-1985) (17-7-1985) (14-1-1987)                           |
| 155      | "El retrato misterioso"              | (25-1-1985) (15-4-1985) (15-7-1985) (16-1-1987)                           |
| 156      | "El guaperas"                        | (28-1-1985) (22-4-1985) (17-7-1985) (13-1-1987)                           |
| 157      | "Espinete cuentista"                 | (30-1-1985) (24-4-1985) (22-7-1985) (20-1-1987)                           |
| 158      | "La persona ideal"                   | (31-1-1985) (2-8-1985) (19-9-1985) (22-1-1987)                            |
| 159      | "Las vacaciones de Espinete"         | (1-2-1985) (21-6-1985) (6-9-1985) (21-1-1987)                             |
| 160      | "Cosas que hacer"                    | (4-2-1985) (29-4-1985) (19-1-1987)                                        |
| 161      | "La luna payasa"                     | (5-2-1985) (30-4-1985)                                                    |
| 162      | "La fotografía"                      | (6-2-1985) (2-5-1985) (30-7-1985) (26-1-1987)                             |
| 163      | "Kurro y Espinete"                   | (7-2-1985) (26-4-1985) (26-7-1985) (27-1-1987)                            |
| 164      | "Superespinete"                      | (8-2-1985) (21-10-1985) (28-1-1987)                                       |
| 165      | "Corre la bola"                      | (11-2-1985) (6-5-1985) (2-8-1985) (29-1-1987)                             |
| 166      | "La cenicienta y Espinete"           | (12-2-1985) (3-5-1985) (1-8-1985) (31-1-1987)                             |
| 167      | "La banda y Espinete"                | (13-2-1985) (9-5-1985) (3-7-1985) (20-9-1985) (2-2-1987)                  |
| 168      | "Úrsula y Espinete"                  | (14-2-1985) (7-5-1985) (25-10-1985) (3-2-1987)                            |
| 169      | "Esperando el autobús"               | (15-2-1985) (10-10-1985) (5-2-1987)                                       |
| 170      | "Llama que te llama"                 | (19-2-1985) (27-3-1985) (12-6-1985) (3-9-1985) (23-2-1987)                |
| 171      | "Veo, veo, ¿qué ves?"                | (20-2-1985) (2-4-1985) (18-6-1985) (2-9-1985) (2-3-1987)                  |
| 172      | "Los viajes de Espinete"             | (21-2-1985) (17-5-1985) (4-2-1987)                                        |
| 173      | "Los trogloditas"                    | (22-2-1985) (24-5-1985) (19-2-1987)                                       |
| 174      | "Visto y no visto"                   | (25-2-1985) (4-7-1985) (24-9-1985) (13-2-1987)                            |
| 175      | "El sereno"                          | (26-2-1985) (14-5-1985) (31-5-1985) (9-2-1987)                            |
| 176      | "El otro Espinete"                   | (28-2-1985) (8-4-1985) (1-5-1985) (29-7-1985) (6-3-1987)                  |
| 177      | "El crecepelo"                       | (1-3-1985) (16-5-1985) (12-2-1987)                                        |
| 178      | "Personas, animales y juegos"        | (4-3-1985) (20-5-1985) (12-8-1985) (10-2-1987)                            |
| 179      | "El arca de Noé"                     | (6-3-1985) (22-5-1985) (14-8-1985) (17-2-1987)                            |
| 180      | "La amiga de Espinete"               | (7-3-1985) (23-5-1985) (16-8-1985) (7-1-1988)                             |
| 181      | "Los trogloditas atacan de nuevo"    | (8-3-1985) (8-7-1985) (27-9-1985) (9-3-1987)                              |
| 182      | "El elefante"                        | (11-3-1985) (27-5-1985) (19-8-1985) (22-2-1988)                           |
| 183      | "Espinete y el aspirus zampa, zampa" | (12-3-1985) (28-5-1985) (20-8-1985) (11-1-1988)                           |
| 184      | "Santo y seña, forastero"            | (13-3-1985) (29-5-1985) (21-8-1985) (27-2-1987)                           |
| 185      | "La pandilla ecológica"              | (14-3-1985) (30-5-1985) (23-8-1985) (26-2-1987)                           |
| 186      | "Los sombreros"                      | (15-3-1985) (22-8-1985) (13-1-1988)                                       |
| 187      | "Espinete bla, bla, bla"             | (18-3-1985) (3-6-1985) (5-9-1985) (24-2-1987)                             |
| 188      | "El viajero del espacio"             | (19-3-1985) (6-6-1985) (30-8-1985) (3-11-1986) (21-1-1988)                |
| 189      | "El hipnotizador y Espinete"         | (20-3-1985) (4–6-1985) (27-8-1985) (16-6-1986) (12-1-1988)                |
| 190      | "El eco y Espinete"                  | (21-3-1985) (5-6-1985) (28-8-1985) (14-1-1988)                            |
| 191      | "¡Qué desastre de sastre!"           | (22-3-1985) (7-6-1985) (29-8-1985) (18-2-1987)                            |
| 192      | "Espinete el justiciero"             | (25-3-1985) (26-8-1985) (20-2-1987)                                       |
| 193      | "La bruja Piruja"                    | (26-3-1985) (13-6-1985) (4-9-1985) (19-1-1988)                            |
| 194      | "Espinete y los walkie-talkie"       | (28-3-1985) (11-6-1985) (25-2-1987)                                       |
| 195      | "Repollo con lazo"                   | (29-3-1985) (10-6-1985) (3-3-1987)                                        |
| 196      | "Radio Sésamo"                       | (1-4-1985) (17-6-1985) (18-1-1988)                                        |
| 197      | "Los enamorados"                     | (4-4-1985) (19-6-1985)                                                    |
| 198      | "Fiesta en casa de Ana"              | (9-4-1985) (24-6-1985) (17-9-1985) (5-3-1987)                             |
| 199      | "Espinete bebé"                      | (5-4-1985) (11-7-1985) (23-10-1985) (20-10-1986) (17-11-1986) (28-1-1988) |
| 200      | "La tele en el barrio"               | (11-4-1985) (26-5-1985) (16-9-1985) (10-3-1987)                           |
| 201      | "La sirenita y Espinete"             | (12-4-1985) (14-1-1986) (1-4-1986) (24-3-1987)                            |
| 202      | "La inauguración"                    | (19-4-1985) (25-7-1985) (8-1-1987)                                        |
| 203      | "La bola mágica"                     | (23-4-1985) (1-7-1985) (18-9-1985) (12-1-1987)                            |
| 204      | "Manos a la obra"                    | (5-7-1985) (25-9-1985)                                                    |
| 205      | "Jugando a los personajes"           | (10-7-1985) (23-8-1985)                                                   |
| 206      | "Mamá Momias"                        | (12-7-1985) (22-1-1985) (18-11-1986) (3-2-1988)                           |
| 207      | "La rifa de Ana"                     | (19-7-1985) (19-11-1985) (30-1-1986) (12-3-1987)                          |
| 208      | "¡Qué día más loco!"                 | (28-10-1985) (27-1-1986) (27-3-1986) (13-3-1987)                          |
| 209      | "A la cama"                          | (29-10-1985) (6-3-1986) (1-3-1987)                                        |
| 210      | "El reloj de cuco"                   | (30-10-1985) (3-3-1986) (27-10-1986) (20-1-1988)                          |
| 211      | "Espinete Invisible"                 | (31-10-1985) (4-3-1986) (17-3-1987)                                       |
| 212      | "El hermano de Espinete"             | (1-11-1985) (5-3-1986) (9-12-1986) (11-2-1988)                            |
| 213      | "Un fantasma de ida y vuelta"        | (7-11-1985) (13-1-1986) (13-3-1986)                                       |
| 214      | "Espinete quiere ser camarero"       | (11-11-1985) (15-1-1986) (10-3-1986) (1-12-1986) (8-3-1988)               |
| 215      | "Equilibrios"                        | (12-11-1985) (20-1-1986) (14-3-1986) (20-3-1987)                          |
| 216      | "Don Pimpón y los piratas"           | (13-11-1985) (21-1-1986) (17-3-1986) (26-1-1988)                          |
| 217      | "¡Atchiss!"                          | (14-11-1985) (22-1-1986) (24-3-1986) (11-4-1988)                          |
| 218      | "El maharaja de Kapuratala"          | (15-11-1985) (24-1-1986) (18-3-1986) (10-11-1986) (27-1-1988)             |
| 219      | "No te manches"                      | (26-11-1985) (4-4-1986) (26-11-1986) (28-3-1988)                          |
| 220      | "Especial navidad"                   | (24-12-1985) (23-12-1986) (24-12-1987)                                    |
| 221      | "Especial reyes"                     | (6-1-1986) (5-1-1987) (5-1-1988)                                          |
| 222      | "Con la música a otra parte"         | (7-1-1986) (26-2-1986) (28-4-2986) (3-4-1987)                             |
| 223      | "El zoo de Espinete"                 | (8-1-1986) (12-3-1986) (15-12-1986) (1-3-1988)                            |
| 224      | "El mono titiritero"                 | (9-1-1986) (11-3-1986) (2-12-1986) (25-2-1988)                            |
| 225      | "Problemas con la decoración"        | (10-1-1986) (27-2-1986) (29-4-1986) (23-3-1988)                           |
| 226      | "Los sonámbulos"                     | (23-1-1986) (21-3-1986) (2-5-1986) (7-4-1988)                             |
| 227      | "Música, por favor"                  | (28-1-1986) (26-3-1986) (23-3-1987)                                       |
| 228      | "Después de vacaciones"              | (29-1-1986) (25-3-1986) (21-3-1988)                                       |
| 229      | "El globo de Espinete"               | (31-1-1986) (20-3-1986) (1-5-1986) (5-4-1988)                             |
| 230      | "La piscina"                         | (3-2-1986) (31-3-1986) (19-3-1987)                                        |
| 231      | "Espin-oso"                          | (4-2-1986) (25-3-1987)                                                    |
| 232      | "La sobrina de Julián"               | (5-2-1986) (21-4-1986) (27-3-1987)                                        |
| 233      | "Espinete guardia urbano"            | (6-2-1986) (22-4-1986) (25-11-1986) (4-2-1988)                            |
| 234      | "La Máquina de disfraces"            | (7-2-1986) (7-4-1986) (19-11-1986) (9-3-1988)                             |
| 235      | "La visita del médico"               | (10-2-1986) (10-12-1986) (30-3-1988)                                      |
| 236      | "Kika, Kuka y Espinete"              | (11-2-1986) (8-4-1986) (15-2-1988)                                        |
| 237      | "La desaparición de Espinete"        | (12-2-1986) (9-4-1986) (31-3-1987)                                        |
| 238      | "El ratón"                           | (13-2-1986) (11-4-1986) (4-4-1988)                                        |
| 239      | "El jefe y Espinete"                 | (14-2-1986) (15-4-1986) (30-3-1987)                                       |
| 240      | "Soy famoso"                         | (17-2-1986) (16-4-1986) (1-4-1987)                                        |
| 241      | "Un día tranquilo"                   | (18-2-1986) (17-4-1986) (16-3-1988)                                       |
| 242      | "Al cine de las sábanas blancas"     | (19-2-1986) (18-4-1986) (2-4-1987)                                        |
| 243      | "Las pintadas"                       | (21-2-1986) (6-5-1986) (12-4-1988)                                        |
| 244      | "El grillo"                          | (24-2-1986) (5-10-1986) (22-3-1988)                                       |
| 245      | "El hombre del maletín"              | (25-2-1986) (29-12-1986) (3-3-1988)                                       |
| 246      | "Gran jefe indio"                    | (19-3-1986) (10-2-1988)                                                   |
| 247      | "Pregunta y acierta"                 | (28-3-1986) (26-3-1987)                                                   |
| 248      | "Espinete lobo de mar"               | (14-4-1986) (11-11-1986) (1-2-1988)                                       |
| 249      | "Volar y Saltar"                     | (30-4-1986) (8-2-1988)                                                    |
| 250      | "Ábrete Sésamo"                      | (7-5-1986) (25-6-1986) (28-10-1986) (14-3-1988)                           |
| 251      | "Ojo, mancha"                        | (8-5-1986) (26-6-1986) (4-11-1986) (2-2-1988)                             |
| 252      | "La naranjada"                       | (14-5-1986) (2-10-1986) (14-4-1988)                                       |
| 253      | "Espinete escayolado"                | (23-5-1986) (9-10-1986) (6-11-1986?) (17-2-1988)                          |
| 254      | "El médico y Espinete"               | (18-6-1986) (24-10-1986) (30-12-1986) (2-3-1988)                          |
| 255      | "Concurso de disfraces"              | (19-6-1986) (30-10-1986) (18-12-1986) (18-2-1988)                         |
| 256      | "Espinete y su grupete"              | (20-6-1986) (31-10-1986) (29-3-1988)                                      |
| 257      | "Gambas con gabardina"               | (24-6-1986) (12-12-1986) (6-1-1987) (29-2-1988)                           |
| 258      | "Niño nuevo"                         | (29-9-1986) (12-11-1986)                                                  |
| 259      | "La curiosidad de Espinete"          | (30-9-1986) (13-11-1986)                                                  |
| 260      | "Espival de Sesamot"                 | (3-10-1986) (14-11-1986) (6-1-1988)                                       |
| 261      | "Arroz para todos"                   | (6-10-1986) (5-12-1986) (24-2-1988)                                       |
| 262      | "Espinete domador"                   | (8-10-1986) (4-12-1986) (7-1-1987) (25-1-1988)                            |
| 263      | "Misterio en el bazar"               | (13-10-1986) (11-12-1986) (13-4-1988)                                     |
| 264      | "El mundo del revés y Espinete"      | (14-10-1986) (16-12-1986) (7-3-1988)                                      |
| 265      | "Camúflate Espinete"                 | (15-10-1986) (28-11-1986) (23-2-1988)                                     |
| 266      | "El armario de luna"                 | (16-10-1986) (3-12-1986) (9-2-1988)                                       |
| 267      | "Espinete Superstar"                 | (17-10-1986) (6-11-1986?) (19-12-1986) (30-3-1988)                        |
| 268      | "Las pesas"                          | (21-10-1986) (17-12-1986) (15-3-1988)                                     |
| 269      | "Con tenedor y cuchara"              | (23-10-1986) (27-11-1986) (31-12-1986) (17-3-1988)                        |
| 270      | "El doctor Herborín"                 | (7-11-1986) (8-12-1986) (2-1-1987) (16-2-1988)                            |
| 271      | "Palomitas de maíz"                  | (20-11-1986) (24-3-1988)                                                  |
| 272      | "El show de Barrio Sésamo"           | (1-1-1987)                                                                |
| 273      | "Voy a navegar"                      | (10-3-1988)                                                               |
| 274      | "Bebe nuevo"                         | (6-4-1988)                                                                |

#### Personajes
- Chelo Vivares es Espinete: Era un erizo infantil de color rosa de alrededor de un metro ochenta de altura.
- Alfonso Vallejo es Don Pimpón: Era un aventurero que, según explica, ha viajado por todo el mundo, pues como dice: en mis botas llevo arena del desierto y polvo del Japón (...) Es el mejor amigo de Espinete.
- Juan Sánchez es Chema el panadero, un joven panadero con numerosas inquietudes artísticas, musicales, técnicas, científicas, etc. de las que hace partícipe a Espinete y al resto del barrio.
- José Riesgo es Julián, el Quiosquero: Es el quiosquero de la plaza, cuyo actor fue el único de la etapa de Caponata que volvió a aparecer en la segunda temporada del programa.
- Isabel Castro es Ana: Es una estudiante de Biología que trae al barrio a Espinete y le ayuda en todo cuanto puede.
- Luz Olier es Matilde: Dueña de la Horchatería, es la esposa de Antonio, madre de Ruth y de Roberto.
- José Enrique Camacho es Antonio: Dueño de la Horchatería, esposo de Matilde, padre de Ruth y de Roberto.
- Ruth Gabriel es Ruth: Hija de Matilde y de Antonio. Era una niña que acompañaba a Espinete en sus aventuras.
- Roberto Mayor es Roberto: Hermano de Ruth, acompañaba a Espinete en sus juegos.
- Susana Osuna es Susana: Amiga de Ruth y de Espinete.
- Francisco Sánchez es Fran: Amigo de Espinete y del resto de niños.
- Mónica Díaz es Mónica: Amiga de Espinete y del resto de niños.
- Cristina Higueras es Cristina: Solo en la primera temporada. Casada con el personaje interpretado por Jesús Ruyman (Joaquín).
- Lola Peno es Arminda: Propetaria de la juguetería del barrio, conocida por su violín y sus estrafalarias ideas.
- Chelo Molina y Pilar Coronado son Quica y Cuca: Eran las gamberras hermanas, que aparecieron en algunos capítulos del final. Chelo Molina interpretaría posteriormente a Yupi.

Entre actuación y actuación se siguieron emitiendo los sketchs de la versión original del programa, Sesame Street dónde también llegaron nuevos personajes:
- Súper Coco: Coco se volvió un gran héroe.
- Los Nabucodonosorcitos: Eran unos diminutos seres que vivían en la jardinera de la ventana de Epi y Blas. Tomás (azul cobalto) es el padre. Tessie (lila), la madre. Timmy (naranja) hijo. Tina (violeta)[3]
- Los Yip Yip: Unos extraterrestres visitaron la tierra. Los Yip Yip eran como dos sacos flotantes con flecos, con una enorme boca y con los ojos encima de la cabeza de la que salen dos antenas retorcidas. Cuando encuentran algo intentan comunicarse pensando que podría ser un terrícola y empiezan a hablar con el "Yip Yip yip". Pero como suele pasar siempre se equivocan y le hablan a cualquier objeto. Lo que suele ocurrir es que si el objeto por alguna causa reproduce algún ruido los Yip Yip se ponen muy nerviosos y se agitan de un lado para otro Yip yip yip yip resultando de lo más simpático.
- Otros personajes: Juan Olvido, Clementina, el caballo Troton, Teo el monstruo, Don Música, Profesor Lumbrelas, Los monstruo de dos cabezas, Los monstruos bocinillas, Deena y Dona una pareja de monstruos femeninas y la presentadora Linda Miranda.

### 5.ª, 6.ª y 7.ª temporadas (1996-2001): Bluki
El 23 de septiembre de 1996 se vuelve a estrenar una nueva temporada de Barrio Sésamo, esta vez con un nuevo personaje llamado Bluki, bautizado por escolares de todas las comunidades autónomas a través de una encuesta en la que se tenía que elegir entre varios nombres. Junto a él también había tres nuevos personajes llamados Gaspar, Vera y Bubo entre una veintena de personajes de carne y hueso. La diversidad racial y cultural fue uno de los valores del actualizado Barrio Sésamo. Así, entre los vecinos, se encuentran personajes de etnias distintas, como Suleimán, el frutero guineano que regenta "La Primavera"; Salím, el camarero magrebí del hotel. Tuvo 390 episodios en total grabados en un nuevo decorado parecido a la vida real en grandes dimensiones. En él había una casa unifamiliar, un hotel, la entrada de un gran mercado, una parada de bisutería y artesanía, un puesto de cacharros de cocina, una pescadería, una mercería, una tienda de juguetes, una librería y una cestería. Asimismo, a la tan tarareada sintonía del programa se le introdujeron arreglos musicales con el propósito de desempolvarla del anacrónico ritmo utilizado desde ya hace más de una década.
En marzo de 1997, el programa, que hasta entonces se emitía por la tarde, cambió de horario y pasó a emitirse de 12:30 a 13:00 horas. En marzo de 1999 cambió nuevamente de horario, pasando a emitirse de 8 a 8 y media de la mañana hasta que el 22 de junio de 2001 se emitía por última vez y una despedida.
El decorado, en los estudios de Televisión Española en Sant Cugat, fue premiado por el mejor decorado de Sesame Street del mundo, entre otros aspectos, porque todo el decorado era útil y real, incluyendo puertas, ventanas y hasta la fruta que se veía. Al grabarse en Barcelona, se aprovechó y se grababa también una versión en catalán, que era la que se emitía en desconexión para Cataluña.

#### Personajes nuevos en últimas etapas
Títeres
- Bluki: Es un monstruo peludo, de color azul, con la psicología de un niño de cinco años: ingenuo, bonachón, alto torpón y, sobre todo, bien intencionado. Joan Bentallé es quien le dio vida y voz a Bluki.
- Gaspar: Un joven pelirrojo, ayudante en la frutería, que es buen amigo de todos los vecinos. Quien interpretaba a Gaspar fue por Vicent Ortola y con la ayuda de mover las manos y brazos de Gaspar, Vera y Bubo fue Jordi Farres.
- Vera: Una niña de tres años con una simpatía abrumadora e ingentes ganas de aprender cosas. Lo manipulaba y dio vida Rosa Pou.
- Bubo: Un búho anciano, socarrón y con tendencia a la somnolencia, que terciará en la resolución de los conflictos que se vayan produciendo entre los habitantes de Barrio Sésamo. Le ponía voz y manipulación Jordi Arús Y del 1999-2001 fue sustituido por Jordi Farres.[4]
- También otros personajes que eran multipersonajes que se convertia en un monstruo rojo, un detective, una amiga de vera o un bebe que fueron interpretados por Nartxi Azcargorta, Ingrid Domingo y Alvaro Angosto.[5]

Adultos
- Ramón Teixidor es Bernardo, un viejo pescador que vende lo que pesca en su pescadería
- Teresa Soler es Nati, hija de Bernardo, encargada de vender en la pescadería
- Toni Sevilla es Desiderio "Desi", dueño del hotel del barrio, marido de Amanda y padre de Eloy
- Joan Manuel Orfila es Marcial, hojalatero del barrio, de carácter algo gruñón
- Gloria Roig es Elena, dueña de la mercería del barrio, y madre de Eduardo
- Roser Campanya es Mercedes, dueña de la librería, y el amor platónico de Gaspar
- Imma Colomer es Emma, dueña de la tienda de antigüedades
- Joan Gibert es Eduardo, carpintero del barrio, e hijo de Elena
- Miquel Ángel Ripeu es Suleimán, dueño de la frutería del barrio, donde trabaja junto a Gaspar
- Sergi Calleja es Basilio, jardinero del parque del barrio
- Karim Alami es Salim, camarero del hotel, es originario de Marruecos
- Mireia Villanueva es Rebeca, dueña de una tienda de complementos
- Sebastián Porras es Manuel, marido de Fátima y padre de Carlota y Alberto, trabaja como empresario
- Mercedes Porras es Fátima, esposa de Manuel y madre de Carlota y Alberto, trabaja como médica
- Carme Abril es Amanda, esposa de Desi, con quien trabaja en el hotel, y madre de Eloy

Niños
- Dolores Navarro es Carlota, hija de Manuel y Fátima
- Joan Roses es Eloy, hijo de Desi y Amanda
- Teresa María Badal es Sonia, una niña que a menudo juega o hace actividades con los demás niños o los personajes títeres
- David Bosch es Narciso, un niño al que le encanta hacer actividades con el ordenador

### Coproducción #2 (2003-2007) - "Juega conmigo, Sésamo"
Se emitió en Antena 3 de 2006 a 2009.
Considerada en la prensa española como el regreso televisivo de las estrellas de Barrio Sésamo, la nueva serie fue un doblaje sin imágenes únicas, pero en la temporada 3.

## Sesame Street (2.º  Doblaje y subtítulos)
Tras la coproducción española en 2000, la serie se transmite bajo su título original Sesame Street y Sesame English en directo a video y à-la HBO España, y posteriormente en HBO Max y Max, desde el enero de 2017 hasta el presente, con los episodios de la versión estadounidense doblados a español.